# زبابة يوكونية
زبابة يوكونية (الاسم العلمي: Sorex yukonicus) (بالإنجليزية: Alaska Tiny Shrew)‏ هي نوع من الحيوانات تتبع جنس الزبابة من فصيلة الزبابات.